# Groß Gerungs
Groß Gerungs – miasto w Austrii, w kraju związkowym Dolna Austria, w powiecie Zwettl. Według Austriackiego Urzędu Statystycznego liczyło 4 539 mieszkańców (1 stycznia 2014).